# Pöggstall
Pöggstall ist eine österreichische Marktgemeinde im Bezirk Melk in Niederösterreich mit 2384 Einwohnern (Stand 1. Jänner 2025).

## Geografie
Pöggstall liegt im Tal des Weitenbaches im niederösterreichischen Waldviertel. Die Fläche der Marktgemeinde umfasst 58,91 km², davon sind 50,64 Prozent bewaldet.

### Gemeindegliederung
Das Gemeindegebiet umfasst 55 Ortschaften (in Klammern Einwohnerzahl Stand 1. Jänner 2025):
- Am Teich (25)
- Annagschmais (6)
- Arndorf (32)
- Aschelberg (38) samt Oberaschelberg und Unteraschelberg
- Auhof (7)
- Bergern bei Pöggstall (23)
- Bergern bei Würnsdorf (20)
- Brennhof (9)
- Brennmühle (5)
- Bruck am Ostrong (23)
- Dietsam (108)
- Gerersdorf (60)
- Gmainhofmühle (4)
- Gottsberg (21) samt Gsteinert
- Grub bei Aschelberg (17)
- Grub bei Neukirchen am Ostrong (24)
- Gsteinert (34)
- Haag (2)
- Hinterfeld (9)
- Höfleshof (7)
- Hölltal (0)
- Kälberhof (2)
- Krempersbach (18)
- Krumling (17)
- Laas (21)
- Landstetten (12)
- Loibersdorf (79)
- Muckendorf (31)
- Mürfelndorf (46)
- Neue Welt (13)
- Neukirchen am Ostrong (125)
- Oberbierbaum (22)
- Oberdörfl (12)
- Oberhohenau (7)
- Oed (2)
- Oscha (3)
- Pöggstall (948)
- Pömmerstall (14)
- Prinzelndorf (71)
- Reitern (0)
- Riedersdorf (0)
- Sading (26)
- Staudenhäuser (4)
- Stockhof (9)
- Stollmühle (7)
- Straßreith (4)
- Thann (11)
- Thannhof (9)
- Troising (9)
- Unterhohenau (6)
- Wachtberg (13)
- Weinling (52)
- Weißpyhra (37)
- Würnsdorf (199)
- Zöbring (72) samt Gsteinert

22 Ortschaften (40 %) haben weniger als 10 Einwohner, damit hält Pöggstall den Rekord in Österreich (Stand 2024).
Die Gemeinde besteht aus 27 Katastralgemeinden (Fläche Stand 31. Dezember 2023):
- Arndorf (618,67 ha)
- Aschelberg (977,26 ha)
- Bergern bei Pöggstall (89,78 ha)
- Bruck am Ostrong (193,82 ha)
- Dietsam (112,28 ha)
- Gerersdorf (192,48 ha)
- Krempersbach (30,48 ha)
- Krumling (97,25 ha)
- Laas (157,85 ha)
- Landstetten (130,75 ha)
- Loibersdorf (323,32 ha)
- Muckendorf (154,36 ha)
- Mürfelndorf (132,34 ha)
- Neukirchen (64,29 ha)
- Oberbierbaum (158,43 ha)
- Oberhohenau (76,2 ha)
- Öd (94,82 ha)
- Pöggstall (270,47 ha)
- Pömmerstall (97,33 ha)
- Prinzelndorf (360,47 ha)
- Straßreith (135,13 ha)
- Unterhohenau (60,94 ha)
- Wachtberg (59,86 ha)
- Weinling (660,97 ha)
- Weißpyhra (83,93 ha)
- Würnsdorf (331,33 ha)
- Zöbring (226,5 ha)

### Nachbargemeinden
Drei der sieben Nachbargemeinden liegen im Bezirk Zwettl (ZT).
| 00000Martinsberg (ZT) Gutenbrunn (ZT)0000 | Kirchschlag (ZT) 0                          | Raxendorf |
| Münichreith-Laimbach                      | Kompassrose, die auf Nachbargemeinden zeigt |           |
|                                           | Artstetten-Pöbring                          | Weiten    |

## Geschichte
Der Ort wurde um 1135 erstmals urkundlich erwähnt („Pehstal“ – Stelle an der Pech gesammelt wurde). Zu dieser Zeit wurde das Gebiet rund um Pöggstall dem Benediktinerstift Kremsmünster übertragen. Ziel war es, ein Filialkloster zu errichten. Schlussendlich blieb es bei der Errichtung einer Kirche, dem Vorgängerbau der heutigen Kirche St. Anna im Felde.
Um 1260 dürften die ersten Teile der Burganlage entstanden sein, die im weiteren Verlauf ausgebaut wurde. Gerade im Bereich von Pöggstall und dem weiter nördlich gelegenen Ottenschlag bestanden die Siedlungen weitgehend aus Weilern und kleineren Gassendörfern. 1407 wurde erstmals ein Pöggstaller Marktrecht erwähnt. Zur Siedlungsgeschichte im Bereich des heutigen Waldviertels muss erwähnt werden, dass sich der südliche Teil klar von den nördlichen Orten wie Zwettl unterschieden hat. Durch die verkehrsgünstige Lage, die Nähe zur Donau und den Weinbau in diesem Gebiet kam es noch im 16. Jahrhundert zu einem weiteren Anstieg der Bevölkerung und einem Ausbau der Siedlungen, während im Norden der Ausbau stagnierte, da Böhmen in das Reich eingegliedert wurde und keine weitere Grenzsicherung notwendig war. So gab es im Jahr 1450 in Pöggstall 30 Häuser, 1590 waren es 61 und 1628 bereits 108.
Von 1899 bis 1939 war Pöggstall Hauptort des damaligen politischen Bezirkes Pöggstall (bestehend aus den Gerichtsbezirken Persenbeug, Ottenschlag und Pöggstall).
1966 schlossen sich die Gemeinden Aschelberg und Pömmerstall, 1968 Loibersdorf sowie die Katastralgemeinden Gerersdorf und Oed aus der Gemeinde Troibetsberg, 1971 Würnsdorf der Marktgemeinde Pöggstall an. 1972 erfolgte durch Landesgesetz die Zusammenlegung mit Neukirchen am Ostrong (das erst 1965 durch Zusammenschluss der Gemeinden Bruck am Ostrong, Arndorf und Mürfelndorf entstanden ist) und Weinling.

## Kultur und Sehenswürdigkeiten
- Siehe auch: Liste der denkmalgeschützten Objekte in Pöggstall

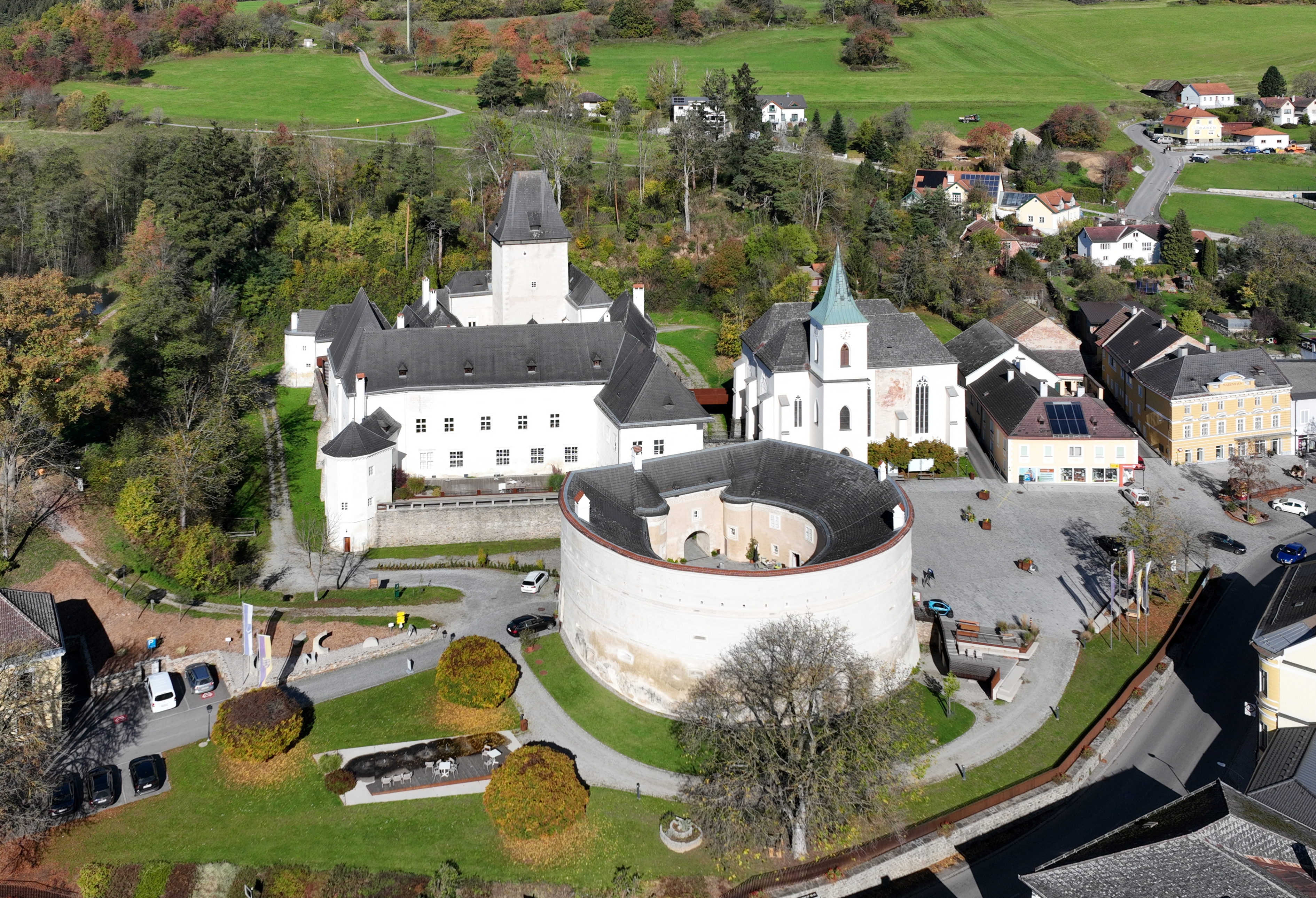
Das historische Ensemble im Ortszentrum: Schloss, Barbakane und Pfarrkirche

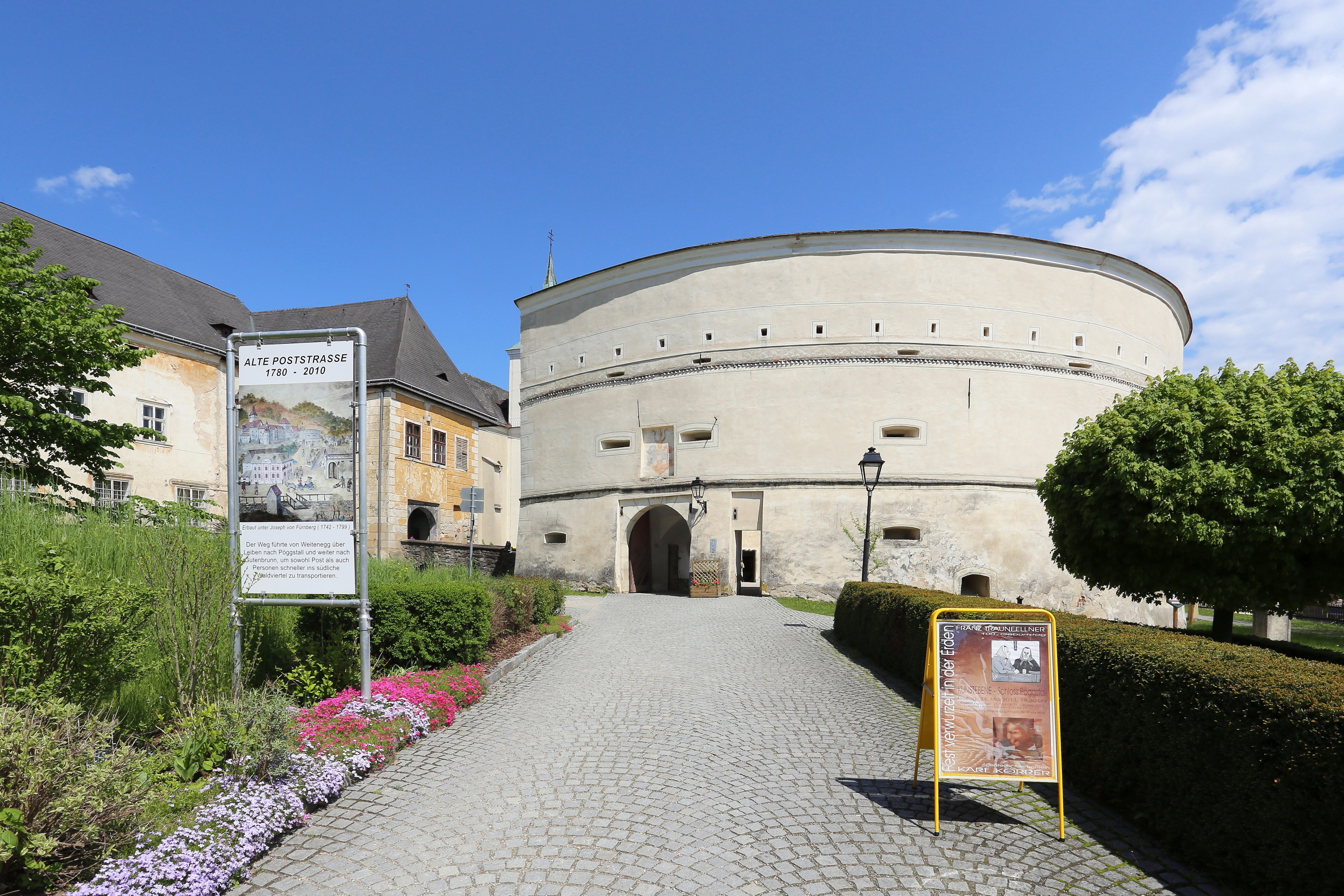
Kanonenrondell neben dem Schloss

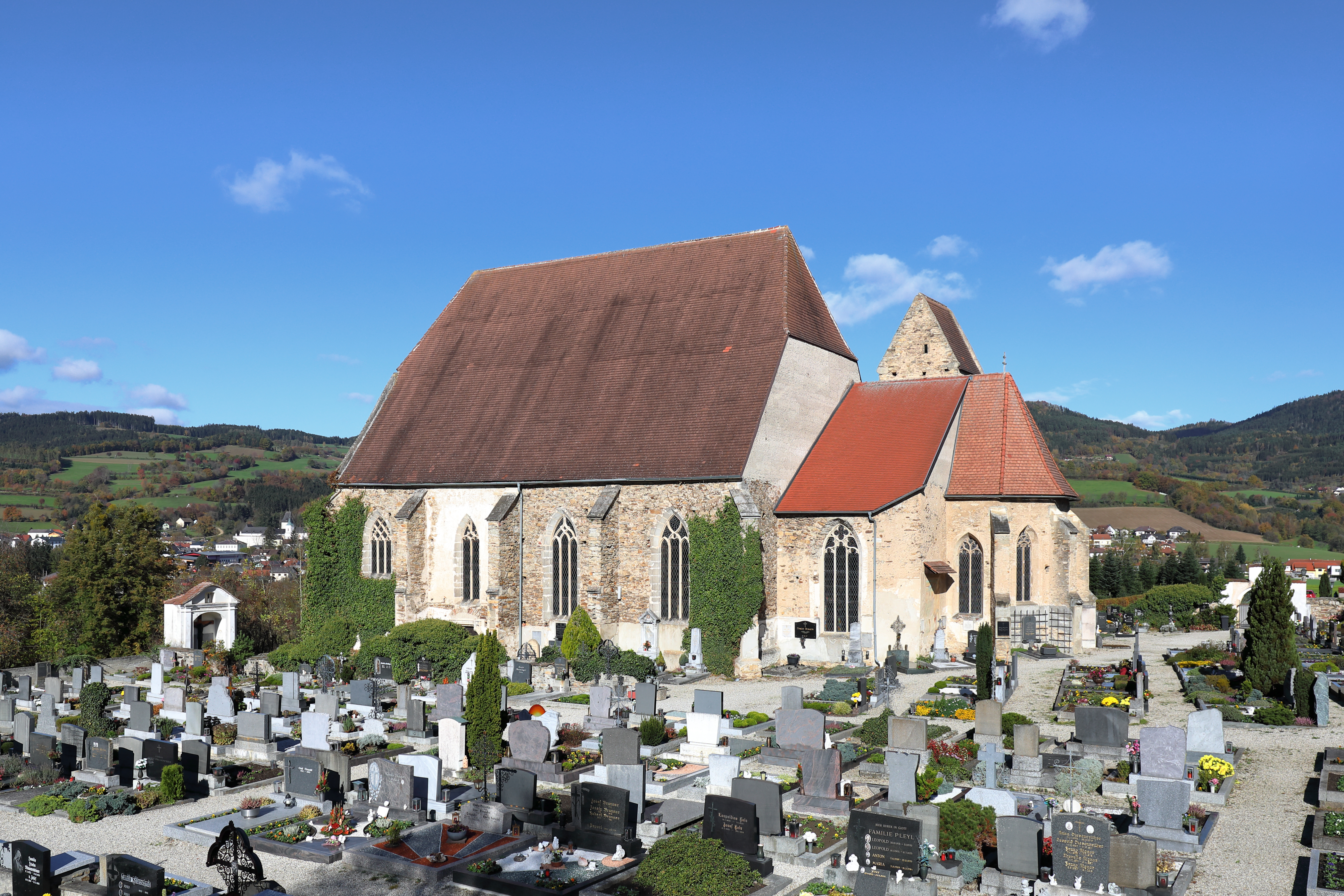
Filialkirche St. Anna im Felde

- Schloss Pöggstall, auch Schloss Rogendorf genannt: Schloss Pöggstall mit Rondell (Barbakane) wurde ursprünglich im 13. Jahrhundert als Wasserburg angelegt. Im Areal des Schlosses wird regelmäßig ein  Adventmarkt abgehalten. Das Schloss Pöggstall beherbergt mehrere Museen. 2017 fand dort die Niederösterreichische Landesausstellung Alles was Recht ist statt.
  - Museum für Rechtsgeschichte mit Folterkammer: Das Museum für Rechtsgeschichte bringt Wissenswertes über die Entwicklung der Rechtsgeschichte bis ins 19. Jahrhundert, über die Darstellung von Ehren-, Leibes-, Freiheits- und Todesstrafen sowie über die Geschichte der Folter. Der Besuch der Folterkammer ist nur im Rahmen einer Kulturvermittlung möglich.
  - Die Ausstellung Schloss Pöggstall – zwischen Region und Kaiserhof widmet sich den Erkenntnissen der Bauforschung und der Besitzgeschichte von Schloss Pöggstall.
  - Franz Traunfellner Dokumentation
- Filialkirche St. Anna im Felde: St. Anna im Felde befindet sich auf einem Hügel nahe Pöggstall. Die Kirche ist der Nachfolgebau einer im 12. Jahrhundert errichteten Kirche. Der interessante gotische Bau wurde im 14. und 15. Jahrhundert errichtet und weist eine für diese Zeit typische Halle auf. Besonders bemerkenswert in der ehemaligen Pöggstaller Pfarrkirche (bis 1810) sind die gotischen Wandmalereien (um 1400 bzw. um 1500) sowie die Grabdenkmäler früherer Schlossbesitzer, u. a. das Renaissancegrabmal des Georg Ehrenreich von Rogendorf (1590).
- Pfarrkirche St. Anna: Die zweischiffige, spätgotische Hallenkirche wurde um 1480 von Caspar von Rogendorf als Schloss- und Begräbniskirche errichtet und ist seit 1810 Pfarrkirche. Sie birgt bedeutende Werke der Spätgotik, darunter einen prächtigen Flügelaltar aus der Zeit um 1490.
- Wallfahrtskirche Pfarrkirche Neukirchen am Ostrong Mariä Himmelfahrt in Neukirchen am Ostrong: Die ursprünglich romanische Saalkirche wurde im 14. und 15. Jahrhundert umgebaut und erweitert. Die Kirche hat einen massiven Westturm. Sie ist eine der ältesten Marienwallfahrtskirchen des Waldviertels und birgt viele sehenswerte Kunstschätze.

## Wirtschaft und Infrastruktur
Im Jahr 2001 gab es 116 nichtlandwirtschaftliche Arbeitsstätten. In einer Erhebung von 1999 waren 230 land- und forstwirtschaftliche Betriebe ausgewiesen. Die Zahl der Erwerbstätigen am Wohnort lag nach der Volkszählung von 2001 bei 1102. Die Erwerbsquote lag 2001 bei 44 Prozent.

### Öffentliche Einrichtungen
In der Gemeinde gibt es zwei Kindergärten, eine Tagesbetreuungseinrichtung, eine Volksschule und eine Mittelschule.

## Politik

### Gemeinderat
Der Gemeinderat hat 21 Mitglieder. Nach den Gemeinderatswahlen hatte der Gemeinderat folgende Verteilungen:
- 1990: 16 ÖVP, 4 SPÖ und 1 FPÖ
- 1995: 15 ÖVP, 4 SPÖ und 2 Heimatliste[4]
- 2000: 16 ÖVP und 5 SPÖ[5]
- 2005: 12 ÖVP, 6 SPÖ und 3 Liste Gemeinsam[6]
- 2010: 13 ÖVP, 4 SPÖ und 4 Liste Gemeinsam[7]
- 2015: 10 ÖVP, 6 Liste Gemeinsam und 5 SPÖ[8]
- 2020: 12 ÖVP, 5 SPÖ und 4 Liste Gemeinsam[9]
- 2025: 14 ÖVP, 4 SPÖ und 3 FPÖ[10]

### Bürgermeister
- 1999–2015 Johann Gillinger (ÖVP)
- 2015–2022 Margit Straßhofer (ÖVP)
- seit 2022 Helmut Hahn (ÖVP)

## Persönlichkeiten

### Söhne und Töchter der Gemeinde
- Anton Lump (1866–1943), Kaufmann und Politiker (GdP)
- Florian Renner (1870–1945), Politiker (CSP)
- Karl Bichler (1873–1931), Pfarrer und Politiker (CSP)
- Rudolf Kaminger (1887–1943), Krankenkassaleiter, Politiker (SDAP) und Abgeordneter zum Landtag von Niederösterreich
- Johann Nagl (1905–1988), Landwirt und Politiker (ÖVP)
- Franz Traunfellner (1913–1986), Maler und Graphiker
- Anton Eder (1924–2004), Politiker (ÖVP)
- Hermann Gail (* 1939), Schriftsteller und Verleger
- Gerhard Renner (1952–2008), österreichischer Bibliothekar

### Mit der Gemeinde verbundene Persönlichkeiten
- Bernhard Ellend (1869–1950), Fabrikant und Politiker (CSP)
- Karl Gerstl (1902–1979), Politiker (NSDAP)
- Bettina Glatz-Kremsner (* 1962), Managerin und Politikerin (ÖVP)
- Fridolin Mück (1875–1949), Politiker (CSP) und Direktor des Grundbuchamtes Pöggstall
- Karl-Martin Pold (* 1981), Filmemacher
- Heinrich Schneidmadl (1886–1965), Buchdrucker, Politiker, Abgeordneter zum Landtag und zum Nationalrat